# Municipio de Naukšēni
El municipio de Naukšēnu (en Letón: Naukšēnu novads) es uno de los ciento diez municipios de Letonia, se encuentra localizado en el suroeste de dicho país báltico. Fue creado durante el año 2009 después de una reorganización territorial. La capital es la villa de Naukšēni.

## Ciudades y zonas rurales
- Ķoņu pagasts (zona rural)
- Naukšēnu pagasts (zona rural)

## Población y territorio
Su población se encuentra compuesta por un total de 2.316 personas (2009). La superficie de este municipio abarca una extensión de territorio de unos 280,6 kilómetros cuadrados. La densidad poblacional es de 8,25 habitantes por cada kilómetro cuadrado.